# Triglava Corona
La Triglava Corona è una struttura geologica della superficie di Venere.